# Lilla Melodifestivalen 2009
Lilla Melodifestivalen 2009 ägde rum den 2 oktober 2009, i Sveriges television. Ola Lindholm var programledare. Vinnare blev Ulrik med låten En vanlig dag, tvåa blev Rebecca med låten Skaffa en annan tjej. Ulrik och Rebecca fick representera Sverige i MGP Nordic 2009, som detta år hölls i Stockholm i Sverige. Tävlingen var uppdelad i två omgångar, i den första omgången deltog alla bidrag. Därefter nollställdes resultatet och i den andra omgången deltog de fem bidrag som fått flest röster i första omgången.
Tävlingen skall inte sammanblandas med Junior Eurovision Song Contest 2009 som sänds i TV4 där Mimmi Sandén med låten Du var Sveriges bidrag.

## Bidragen
1. Jonna - Boy friend
2. Jogge & Mackan - Hej du
3. Love - Du
4. Felicia - Disco freak
5. Mathilda - Kom till mig
6. Filip - Jag lovar och svär
7. Amanda - Du och jag
8. Ulrik - En vanlig dag
9. Sophia - Rapparen Sophia
10. Rebecca- Skaffa en annan tjej

## Resultat
1. Ulrik - En vanlig dag
2. Rebecca- Skaffa en annan tjej
3. Mathilda - Kom till mig
4. Sophia - Rapparen Sophia
5. Love - Du

Övriga bidrag ligger på en delad sjätteplats.